# Country Favorites-Willie Nelson Style
Country Favorites-Willie Nelson Style è il quarto album in studio del cantante di musica country statunitense Willie Nelson, pubblicato nel 1966.

## Tracce
1. Columbus Stockade Blues (Eva Sargent, Jimmie Davis) – 1:58
2. Seasons of My Heart (George Jones, Darrell Edwards) – 2:44
3. I'd Trade All of My Tomorrows (For Just One Yesterday) (Jenny Lou Carson) – 2:24
4. My Window Faces the South (Mitchell Parish, Abner Silver) – 1:42
5. Go on Home (Hank Cochran) – 2:14
6. Fraulein (Lawton Williams) – 2:56
7. San Antonio Rose (Bob Wills) – 2:07
8. I Love You Because (Leon Payne) – 2:58
9. Don't You Ever Get Tired (Of Hurting Me) (Hank Cochran) – 3:00
10. Home in San Antone (Fred Rose) – 1:40
11. Heartaches by the Number (Harlan Howard) – 2:19
12. Making Believe (Jimmy Work) – 2:53